# Vibia Sabina

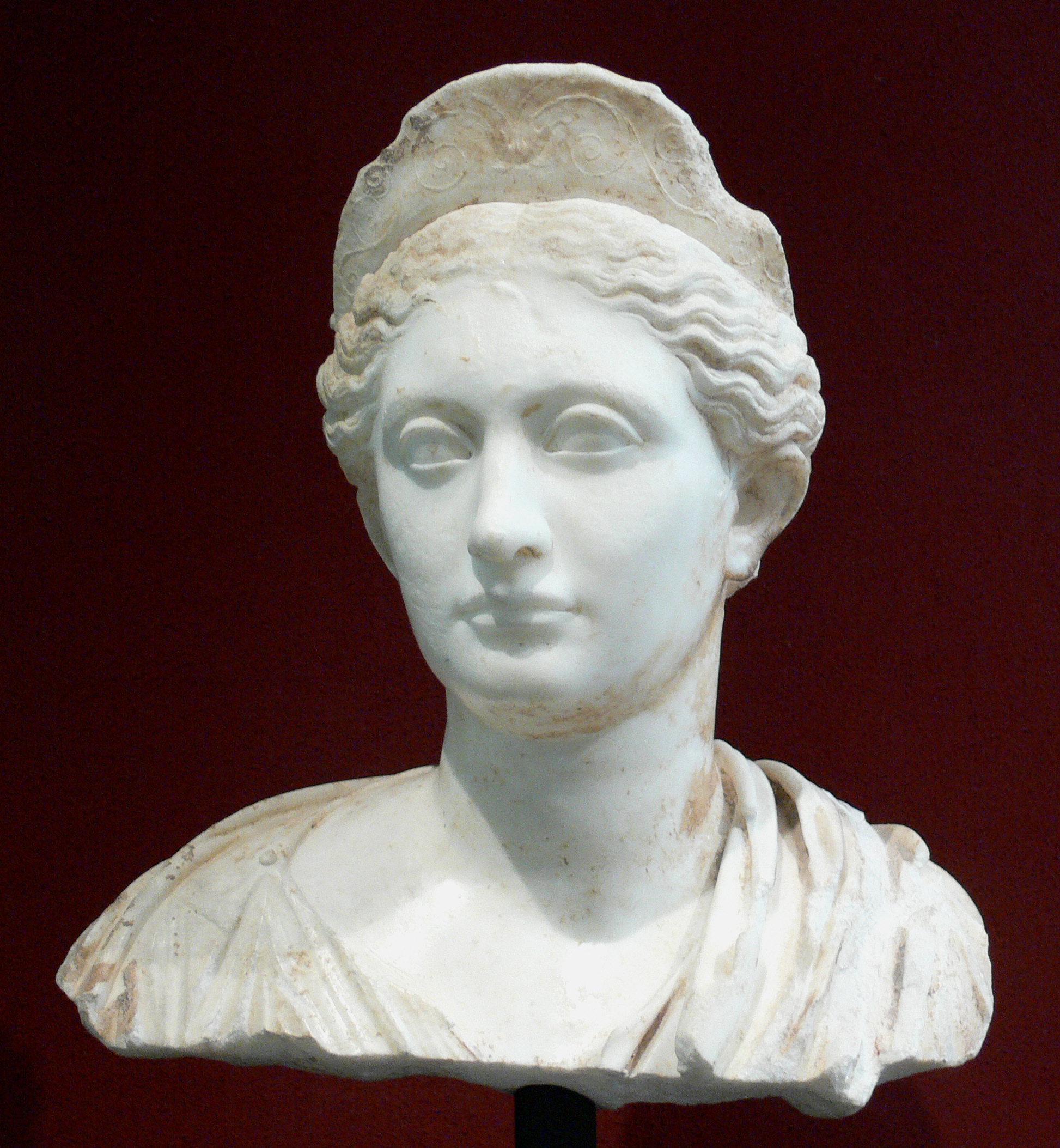
Marmorbüste der Vibia Sabina, um 140

Vibia Sabina (* um 86; † um 136) war die Ehefrau des römischen Kaisers Hadrian.

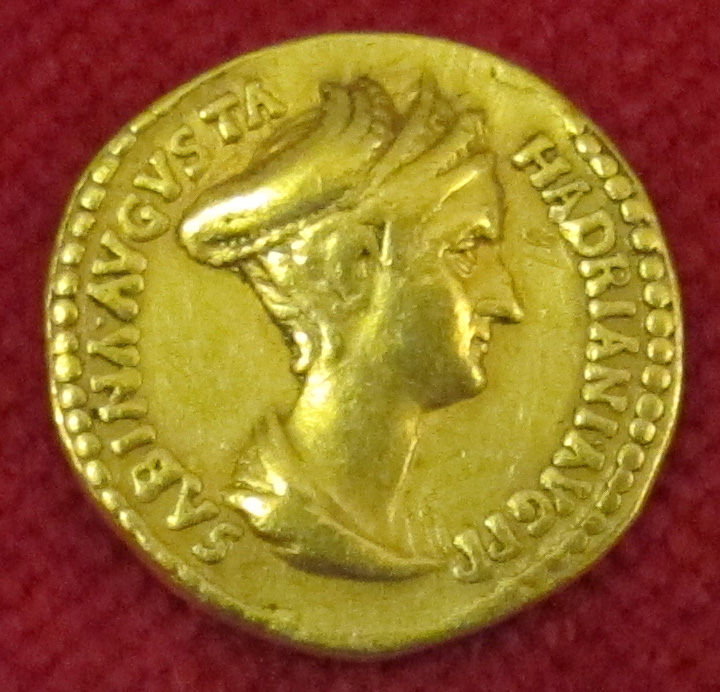
Münzporträt der Vibia Sabina

Ihre Eltern waren Lucius Vibius Sabinus und die ältere Matidia, deren Mutter Ulpia Marciana die Schwester des Kaisers Trajan war. Dessen Frau Plotina arrangierte im Jahr 100 eine Ehe zwischen Vibia Sabina und Hadrian, der ebenfalls zur Verwandtschaft Trajans gehörte. Die Ehe galt als unglücklich und blieb kinderlos. Eine Quelle überliefert, dass Sabina ein Kind abgetrieben haben soll. Laut der Historia Augusta sollen der Prätorianerpräfekt Gaius Septicius Clarus und der Schriftsteller und Leiter der kaiserlichen Kanzlei Sueton ihr in unschicklicher Weise näher gekommen sein, woraufhin beide ihrer Ämter enthoben wurden.
Vibia Sabina begleitete ihren Mann auf dessen ausgedehnten Reisen durch das Römische Reich. Ihr Besuch bei den Memnonkolossen im Jahr 130 ist durch mehrere Gedichte der Hofpoetin Iulia Balbilla belegt. 128 erhielt sie den Ehrentitel Augusta. Sie starb vor ihrem Mann und wurde als Diva Sabina konsekriert (unter die offiziellen Götter erhoben).